# H1n̥gʷnis
H₁n̥gʷnis — реконструированное имя бога огня в протоиндоевропейской мифологии.

## Имя
В архаическом протоиндоевропейском языке (ок. 4500-4000 гг. до н. э.) существовала лингвистическая система, которая разделяла слова на одушевленные и неодушевленные. Она использовалась для отличия общего термина от его божества-синонима. Огонь как одушевленная сущность и активная сила был известен как *h₁n̥gʷnis, а неодушевленная сущность и природное явление называлось *péh₂ur (ср. греческий pir; английский fire)..
В некоторых традициях, на сакральное название огня могло наложится табу, основа *h₁n̥gʷnis служила обычным термином для обозначения огня, как в латинском ignis.

## Реконструкция имени
- Праиндоевр. h₁n̥gʷnis, огонь как действующая сила,[1]
  - Праиндоиранский. Hagni-,[4]
    - Индоарийск. Агни (санскр. अग्नि), божество огня,[3]

  - Балто-славянский. *ungnis,[5]
    - Литовск. Ugnis szwenta, «Священный огонь», [6]
    - Латышск. Uguns māte, «Мать огня»,[6]

  - Протоалбанск. *agni -,[7]
    - Албанск. enjte, «четверг».[7]